# Alix (personnage)
Pour les articles homonymes, voir Alix.
Cet article parle du personnage, pour la série de bande dessinée, voir Alix (bande dessinée).
Alix Graccus est le personnage principal de la série de bande dessinée Alix créée en 1948 par Jacques Martin.

## Description

### Biographie fictive
Alix, dit l'intrépide, est un Gallo-Romain fils du chef gaulois Astorix, qui est un mercenaire pour le compte de Rome ; il est capturé et réduit en esclavage à la mort de son père. Recueilli et adopté par un riche Romain nommé Honorus Galla, qui en fait ainsi un citoyen romain, il devient un exemple d'intégration, respectueux des valeurs romaines. Il se distingue cependant des autres Romains par ses cheveux blonds, ainsi que par une absence de préjugés pour les étrangers de Rome, souvent esclaves. Dans de nombreux épisodes, il prend la défense d'esclaves étrangers, lui-même esclave affranchi, s'attirant ainsi la foudre de notables romains.
Vingt ans plus tard, sous le règne d'Auguste, Alix devient sénateur romain.

### Traits de caractère
Alix est droit, fidèle en amitié, aventureux, respectueux des lois, mais il fait preuve de tolérance et de compassion. Il est l'ami de plusieurs personnalités influentes et rencontre de grands personnages historiques tels que Jules César, Pompée, ou encore Vercingétorix.

### Relations avec Enak
Dans Le Sphinx d'or, il rencontre Enak, jeune garçon d'origine égyptienne, orphelin comme lui. Ils ne se quitteront plus à partir de là et vivront leurs aventures ensemble. Ils seront notamment vendus comme esclaves ensemble plusieurs fois, dans L'Enfant grec et Le Fleuve de jade. On apprend dans Le Prince du Nil qu'Enak serait le prétendant légitime du trône d’Égypte. 
Enak et Alix parcourent à la suite de leur rencontre tout l'Empire romain jusqu'en Afrique et se rendent même au-delà de ses frontières, par exemple à Babylone et en Chine, permettant à Jacques Martin de proposer une vaste fresque à l'échelle du monde antique.

## Famille
À la première page de l'album C'était à Khorsabad, on apprend qu'Alix recherche « l'un ou l'autre de [s]es parents qui ont disparu dans la tourmente de la guerre entre Rome et les Parthes », à la page 24 on y apprend qu'un de ces parents était sa sœur.
De plus,  dans l'album Alix Senator, bien des années plus tard, sous le règne d'Auguste, Alix est devenu sénateur romain et il a un fils avec Lidia Octavia, sœur d'Auguste, nommé Titus.